# Pálpito
Pálpito è una serie televisiva colombiana creata da Leonardo Padrón.
La prima stagione è stata distribuita il 20 aprile 2022 sul servizio on-demand Netflix. La seconda stagione è stata pubblicata il 19 aprile 2023.

## Trama
Simón e Valeria Duque sono una coppia sposata con due figli: Simón lavora nella propria pizzeria a conduzione familiare e Valeria è una trombettista professionista. Durante un viaggio in auto di sera, i due vengono coinvolti in un incidente stradale che lascia Valeria ferita e Simón privo di sensi.
L’incidente è stato pianificato da un’organizzazione che si occupa di traffico di organi e che, proprio quella sera, rapisce Valeria per espiantarle il cuore e nasconde poi il cadavere in fondo a un lago.
L’organizzazione ha selezionato Valeria appositamente per la sua compatibilità con il paziente richiedente (Camila) e per l’ottima salute del suo cuore (la donna, infatti, oltre che essere trombettista, era anche una maratoneta). Questa ricerca è stata commissionata all’organizzazione da Zacarías, stratega politico e fidanzato di Camila.
Camila è una giovane fotografa con una condizione cardiaca estremamente precaria: la donna è da tempo in lista di attesa per un trapianto di cuore che, però, tarda ad arrivare. Così, dopo che Camila sviene durante le proprie nozze, prima di completare la cerimonia, la situazione diventa drammatica e la necessità di un donatore si fa urgente. Zacarías, preso dalla disperazione, si rivolge a Álvaro, referente dell’organizzazione, per scegliere una vittima compatibile con Camila e procurare un cuore sano per la sua fidanzata.
Camila, convinta che l’organo provenga da un donatore spontaneo, si sottopone entusiasta a un trapianto di cuore; intanto, Simón Duque indaga sull’omicidio di sua moglie, Valeria.
Simón e Camila si conoscono al concerto del cantautore colombiano Carlos Vives, a cui Simón avrebbe dovuto assistere con Valeria: tra i due nascerà una storia d’amore travolgente che scatenerà la gelosia di Zacarías.
Il rapporto tra Simón e Camila verrà ulteriormente complicato dalla scoperta della vera provenienza del cuore trapiantato di Camila.

## Episodi
| nº | Titolo originale                    | Titolo in italiano                       | Pubblicazione  |
| -- | ----------------------------------- | ---------------------------------------- | -------------- |
| 1  | La felicidad no es redonda          | La felicità non dura per sempre          | 20 aprile 2022 |
| 2  | Un huésped dentro de mi cuerpo      | Un ospite nel mio corpo                  | 20 aprile 2022 |
| 3  | La búsqueda                         | La ricerca                               | 20 aprile 2022 |
| 4  | Ese corazón nunca debió ser tuyo    | Quel cuore non avrebbe dovuto essere tuo | 20 aprile 2022 |
| 5  | La organización                     | L’organizzazione                         | 20 aprile 2022 |
| 6  | Sin cabos sueltos                   | Nessuna questione in sospeso             | 20 aprile 2022 |
| 7  | Un momento crucial                  | Un momento cruciale                      | 20 aprile 2022 |
| 8  | Mi esposo es un asesino?            | Mio marito è un killer?                  | 20 aprile 2022 |
| 9  | Estamos aquí para cambiarle la vida | Siamo qui per cambiarti la vita          | 20 aprile 2022 |
| 10 | La terrible verdad                  | L’orribile verità                        | 20 aprile 2022 |
| 11 | El infiltrado                       | L’infiltrato                             | 20 aprile 2022 |
| 12 | La cicatriz                         | La cicatrice                             | 20 aprile 2022 |
| 13 | La próxima víctima                  | La prossima vittima                      | 20 aprile 2022 |
| 14 | La confesión                        | La confessione                           | 20 aprile 2022 |

## Personaggi e interpreti
- Simón Duque, interpretato da Michel Brown: è il marito di Valeria Duque. In preda al desiderio di vendetta, cerca disperatamente di risolvere il mistero dell’omicidio di sua moglie, risalendo fino all’organizzazione.[4]
- Camila, interpretata da  Ana Lucía Domínguez: è la donna che riceve, inconsapevolmente, il cuore di Valeria Duque. Durante la serie Camila viene tormentata da visioni e incubi collegati al nuovo cuore trapiantato nel suo corpo. Anche lei porta avanti indagini per scoprire chi è la donatrice che le ha salvato la vita.[4]
- Valeria Duque, interpretata da Margarita Muñoz: è una trombettista professionista con la passione per la maratona; è inoltre moglie di Simón e madre di Samantha e Lucas.[4]
- Zacarías Cienfuegos, interpretato da Sebastián Martínez: è il promesso sposo di Camila; è lui che prende contatto con l’organizzazione per organizzare il rapimento e il traffico di organi per il trapianto di Camila.[4]
- Marcelo, interpretato da David Páez: è un amico fidato di Zacarías, che lo affianca e consiglia durante le vicende della serie.[4]
- Samantha, interpretata da Valeria Emiliani: è la figlia maggiore di Valeria e Simón Duque. Samantha porta avanti una relazione con Tómas, fino a rischiare lei stessa di diventare vittima del traffico di organi.[4]
- Tómas, interpretato da Julián Cerati: è un giovane musicista che si innamora di Samantha e ha con lei una relazione. Durante la serie si scopre che Tómas conosce strettamente Rojo ed è, quindi, indirettamente collegato all’organizzazione.[4]
- Álvaro, interpretato da Miguel González: è il referente di un’organizzazione di traffico illecito di organi.[4]
- Mariachi, interpretato da Moisés Arizmendi: è un collaboratore dell’organizzazione che si occupa dei rapimenti e del trasporto di organi durante i trapianti.[4]
- Rojo, interpretato da Camilo Amores: è un altro collaboratore dell'organizzazione che lavora insieme a Mariachi.[4]

## Produzione
Pálpito è prodotta dalla casa di produzione CMO Producciones e dalla produttrice Clara Maria Ochoa.
La serie è stata girata in Colombia e Argentina.
Le riprese si sono svolte prevalentemente a Bogotà e la regia è di Camilo Vega.
La serie è stata rinnovata nel maggio 2022 per una seconda stagione.

## Accoglienza
La serie è stata accolta in maniera positiva dal pubblico di tutto il mondo, arrivando ad avere un successo globale; si è posizionata nella top 10 dei contenuti più visti su Netflix in 68 paesi nelle prime settimane di distribuzione.